# 竪町 (金沢市)
竪町（たてまち）は、石川県金沢市の町名。また、周辺を含めた地域名としても使われる。
「竪」の字が一般的でなく、また片町（かたまち）と隣接していることもあってか、しばしば「堅町」と表記されることがあるが、誤りである。

## 歴史

### 江戸～昭和戦前
古くは北国街道の片町から分岐し、犀川とほぼ平行に上流部へ通じる街道の入口の町である。元は犀川の河原であったが、1615年（元和2年）に河原を埋め立てて町が形成された。竪町の町名は、当時の金沢の町並みが南北に並んでいたのに対して、犀川に平行して道路が出来たこの地域が東西に連なり縦に並んでいることに由来する。また、古くは竪河原町（たてがわらまち）と呼ばれたものが省略されて竪町になったとされる。竪町の誕生時点からこの地域は商店街として形成され、周辺に暮す人々の生活必需品や武家の必需品を売る町屋通りとして発展した。
1871年（明治4年）に、亀沢町を合併して金沢市の地域となり、池田町2番丁・3番丁として発足。1889年（明治22年）に金沢市の町名として竪町が採用された。竪町では、1632年（寛永9年）に油酒屋三郎右衛門という灯油と酒を扱う店が開店したのが最初の店舗とされている。

### 戦後
戦後、街灯の設置や夜店の開催など買物客の集客の整備が進められ、1968年（昭和43年）以降、竪町通りにはユニー（旧ほていや）や長崎屋などが竪町に店舗を構えるようになり、片町商店街と並び商店街として位置づけられる。1966年（昭和41年）、住居表示制度の実施により、竪町の一部が片町一丁目となり現在に至る。

### 沿革
- 1823年（文政6年）- 一部が亀沢町となる。
- 幕末 - 加賀国石川郡金沢城下竪町が存在。加賀藩領。
- 1871年（明治4年）- 亀沢町を編入。一部が池田町二番丁、池田町三番丁となる。
  - 8月29日（明治4年7月14日） - 廃藩置県により金沢県の管轄となる。
- 1872年3月10日（明治5年2月2日） - 金沢県が改称して石川県となる。
- 1879年（明治12年）12月17日 - 郡区町村編制法施行により、金沢区発足。同区の町名となる。
- 1889年（明治22年）4月1日 - 市制施行により、金沢市発足。同市の町名となる。
- 1966年（昭和41年）2月1日 - 住居表示実施により、一部が片町1丁目となる。

## 現在
国道157号の片町一丁目交差点（スクランブル交差点）から中央通の竪町交差点までの竪町通に200近くの店舗飲食店が軒を並べて「竪町商店街」を形成している。竪町通は幅4.5メートル、全長430メートルの通りで通称『タテマチストリート』と呼ばれる。道幅は竪町が誕生してからはほとんど変わりがない。
特に、戦後に入ってからは若者のファッションの発信地として北陸地方だけでなく全国からも注目を集めるようになる。そのため、現在も多くの衣料店が営業を行っている。ただ、商店街の加盟店舗は、2018年時点で10年前と比較すると約30店舗も減少している。2006年5月30日に竪町商店街は「がんばる商店街77選」に選ばれた。

## 歩行者天国
アーケードを設けていない竪町通は、本来は一方通行の道路であり、気軽に買物が出来るよう1970年（昭和45年）から歩行者天国を実施して商業車以外の自動車の進入を禁止している。12時から19時までは全面的に進入禁止。

## 主な施設
- 金沢パティオ - 2019年12月12日に名称を「ココット金沢」に改称してリニューアルオープンした[6]。
- BELSEL（ベルセル）
- OVAL（オーヴァル）

## 世帯数と人口
2022年（令和4年）11月1日現在の世帯数と人口は以下の通りである。
| 町丁 | 世帯数 | 人口 |
| ---- | ------ | ---- |
| 竪町 | 46世帯 | 81人 |

## 小・中学校の学区
市立小・中学校に通う場合、学区は以下の通りとなる。
| 番・番地等 | 小学校             | 中学校             |
| ---------- | ------------------ | ------------------ |
| 42～82番地 | 金沢市立中央小学校 | 金沢市立長町中学校 |
| その他     | 金沢市立犀桜小学校 | 金沢市立城南中学校 |

## 交通

### バス
- 北鉄バス（北陸鉄道・北鉄金沢バス・北鉄白山バス）　タテマチ広場バス停
- 金沢ふらっとバス菊川ルート　タテマチバス停